# 1,2,3,3,3-pentafluorpropeen
1,2,3,3,3-pentafluorpropeen (ook aangeduid als HFC-1225ye) is een gefluoreerde koolwaterstof, met als brutoformule C3HF5. Door aanwezigheid van een asymmetrisch gesubstitueerde dubbele binding bestaan er twee isomeren van, een E- en een Z-isomeer. Deze laatste komt in de praktijk het meest voor. De stof is een alternatief koelmiddel voor mobiele airconditioningapparatuur omdat het de ozonlaag niet aantast en een laag aardopwarmingsvermogen (GWP-factor) heeft.

## Synthese
1,2,3,3,3-pentafluorpropeen wordt bereid door de dehydrofluorering van 1,1,1,2,3,3- of 1,1,1,2,2,3-hexafluorpropaan:
{\displaystyle {\ce {C3H2F6 -> C3HF5 + HF}}}
Deze reactie grijpt plaats in de gasfase, bij hoge temperatuur (250 tot 400°C) over een gepaste katalysator. Deze katalysator is doorgaans aluminiumfluoride, al dan niet gecoat met een metaal zoals kobalt, mangaan of zink. Ook chroom(III)oxide (Cr2O3) is geschikt als katalysator.